# Janine Lambotte
Janine Lambotte (Anderlecht, 25 d'abril de 1925 - Uccle, 19 de juliol de 2012) va ser una periodista belga i presentadora de televisió de RTB a partir del 31 d'octubre de 1953.

## Biografia
Janine Lambotte va ser presentadora del Festival de la Cançó d'Eurovisió 1956 i va comentar l'Exposició Universal de 1958 durant molts mesos pels noticiaris en directa d'una hora i mitja. Va rebre un dels premis Ondas 1957. El 1961 va ser la primera dona en presentar un noticiari televisiu. De la mateixa manera va col·laborar amb nombrosos setmanaris com Pourquoi Pas?. També és autora de diversos assajos històrics. Janine Lambotte escrivia regularment a la revista Victoire, suplement del cap de setmana del quotidià Le Soir. En la seva columna mensual Arrière-pensée, repassa les seves reflexions, sempre tenyides d'humor, sobre la seva vida diària d'una besàvia. També va exposar quadres i collages el 2007 i s'inclouen al catàleg de la seva exposició titulada Arrières-pensées éditada per Éditions Safran.
Janine Lambotte va morir el 19 de juliol de 2012. La fiscalia va ordenar-ne l'autòpsia abans de la cremació, arran d'una denúncia anònima d'emmetzinament per morfina.